# Marzens
Marzens település Franciaországban, Tarn megyében. Lakosainak száma 311 fő (2022. január 1.). Marzens Lacougotte-Cadoul, Lavaur, Massac-Séran, Pratviel és Roquevidal községekkel határos.

## Népesség
A település népességének változása:
| Lakosok száma | 273  | 279  | 300  | 298  | 308  | 312  | 312  | 312  | 311  |
|               | 2013 | 2015 | 2016 | 2017 | 2018 | 2019 | 2020 | 2021 | 2022 |